# WNBA 2015
Die Saison 2015 ist die 19. Saison der Women’s National Basketball Association (WNBA). Die reguläre Saison begann am 5. Juni 2015. Nach Abschluss der regulären Saison, die bis zum 13. September 2015 ausgetragen wurde, begannen die Playoffs um die WNBA-Meisterschaft. Den Titel gewannen die Minnesota Lynx.

## Draft
Am 21. August 2014 fand eine Lotterie über die Auswahlreihenfolge der ersten vier Picks statt. Bei der Lotterie sicherte sich Seattle Storm vor Tulsa Shock und den Connecticut Sun den ersten Draft-Pick. Den New York Liberty wurde nur der vierte Draft-Pick zugeteilt. Dieser Draft-Pick war bereits an die Connecticut Suns weitergetraded.
Der WNBA Draft 2015 fand am 16. April 2015 statt, bei dem Seattle Storm als ersten Pick die US-amerikanische Jewell Loyd auswählten. 

## Reguläre Saison

### Modus
Die 12 WNBA-Mannschaften sind in zwei Conferences aufgeteilt, wobei die Eastern Conference und die Western Conference jeweils sechs Mannschaften umfassen. Insgesamt bestreitet jede Mannschaft im Verlauf der regulären Saison 34 Saison-Spiele, davon bestreitet jede Mannschaft die Hälfte der Spiele zu Hause bzw. Auswärts. Innerhalb der eigenen Conference spielen die Mannschaften gegen zwei Mannschaften insgesamt fünf Mal und gegen die restlichen drei Mannschaften vier Mal gegeneinander. Außerdem spielt jede Mannschaft noch zwei weitere Spiele gegen jede Mannschaft aus der anderen Conference.

### All-Star Game 2015
Das 13. All-Star Game der WNBA wurde am 25. Juli 2015 in der Mohegan Sun Arena  in Uncasville, Connecticut ausgetragen. 
| 25. Juli 2015 | Zusammenfassung | Western Conference                                               | 117 – 112 | Eastern Conference                                                                | Mohegan Sun Arena, Uncasville, Connecticut Zuschauer: 8.214 Schiedsrichter: - Denise Brooks - Byron Jarrett - Eric Brewton |
| 25. Juli 2015 | Zusammenfassung | Punkte pro Viertel: 24:34, 34:25, 35:32, 24:21                   |           |                                                                                   | Mohegan Sun Arena, Uncasville, Connecticut Zuschauer: 8.214 Schiedsrichter: - Denise Brooks - Byron Jarrett - Eric Brewton |
| 25. Juli 2015 | Zusammenfassung | Punkte: Moore (30) Rebounds: Lavender (12) Assists: Robinson (7) |           | Punkte: Bentley (23) Rebounds: Catchings (10) Assists: Catchings, Schimmel (je 6) | Mohegan Sun Arena, Uncasville, Connecticut Zuschauer: 8.214 Schiedsrichter: - Denise Brooks - Byron Jarrett - Eric Brewton |
| 25. Juli 2015 | Zusammenfassung |                                                                  |           |                                                                                   | Mohegan Sun Arena, Uncasville, Connecticut Zuschauer: 8.214 Schiedsrichter: - Denise Brooks - Byron Jarrett - Eric Brewton |

### Abschlusstabellen
Erläuterungen:       = Playoff-Qualifikation,       = Conference-Sieger
| Pl | Team               | Sp | S  | N  | %    | GB  | Heim | Auswärts |
| -- | ------------------ | -- | -- | -- | ---- | --- | ---- | -------- |
| 1  | New York Liberty   | 34 | 23 | 11 | 67,6 | -   | 12:5 | 11:6     |
| 2  | Chicago Sky        | 34 | 21 | 13 | 61,8 | 2,0 | 13:4 | 8:9      |
| 3  | Indiana Fever      | 34 | 20 | 14 | 58,8 | 3,0 | 11:6 | 9:8      |
| 4  | Washington Mystics | 34 | 18 | 16 | 52,9 | 5,0 | 11:6 | 7:10     |
| 5  | Atlanta Dream      | 34 | 15 | 19 | 44,1 | 8,0 | 9:8  | 6:11     |
| 6  | Connecticut Sun    | 34 | 15 | 19 | 44,1 | 8,0 | 8:9  | 7:10     |

| Pl | Team               | Sp | S  | N  | %    | GB   | Heim | Auswärts |
| -- | ------------------ | -- | -- | -- | ---- | ---- | ---- | -------- |
| 1  | Minnesota Lynx     | 34 | 22 | 12 | 64,7 | -    | 13:4 | 9:8      |
| 2  | Phoenix Mercury    | 34 | 20 | 14 | 58,8 | 2,0  | 13:4 | 7:10     |
| 3  | Tulsa Shock        | 34 | 18 | 16 | 52,9 | 4,0  | 12:5 | 6:11     |
| 4  | Los Angeles Sparks | 34 | 14 | 20 | 41,2 | 8,0  | 9:8  | 5:12     |
| 5  | Seattle Storm      | 34 | 10 | 24 | 29,4 | 12,0 | 8:9  | 2:15     |
| 6  | San Antonio Stars  | 34 | 8  | 26 | 23,5 | 14,0 | 7:10 | 1:16     |

## Playoffs

### Modus
Nachdem sich aus jeder Conference die vier Mannschaften qualifiziert haben, starten die im K.-o.-System ausgetragenen Playoffs. Jede Conference spielt in der Folge in den Conference Semifinals (dt. Conference Halbfinale) und im Conference Final (dt. Conference-Finale) ihren Sieger aus, der dann in den Finals antritt. Dabei trifft die auf der Setzliste am höchsten befindliche Mannschaft immer auf die niedrigst gesetzte. Die Serien innerhalb der Conference werden im Best-of-Three-Modus ausgespielt, das heißt, dass ein Team zwei Siege zum Erreichen der nächsten Runde benötigt. Das Finale wird im Best-of-Five-Modus ausgetragen. Die Mannschaft mit der besseren Bilanz hat dabei in allen Duellen immer den Heimvorteil. Bei Spielen, die nach der regulären Spielzeit von 40 Minuten unentschieden bleiben, folgt die Overtime. Die Viertel dauern weiterhin zehn Minuten und es wird so lange gespielt bis eine Mannschaft nach Ende einer Overtime mehr Punkte als die gegnerische Mannschaft erzielt hat.

### Playoff-Baum
| Conference Semifinals | Conference Semifinals | Conference Semifinals |   |                  | Conference Finals | Conference Finals | Conference Finals |  |  | WNBA-Finals | WNBA-Finals | WNBA-Finals |
|                       |                       |                       |   |                  |                   |                   |                   |  |  |             |             |             |
| 1                     | New York Liberty      | 2                     |   |                  |                   |                   |                   |  |  |             |             |             |
| 4                     | Washington Mystics    | 1                     |   |                  |                   |                   |                   |  |  |             |             |             |
| 4                     | Washington Mystics    | 1                     | 1 | New York Liberty | 1                 |                   |                   |  |  |             |             |             |
| Eastern Conference    |                       |                       | 1 | New York Liberty | 1                 |                   |                   |  |  |             |             |             |
|                       | 3                     | Indiana Fever         | 2 |                  |                   |                   |                   |  |  |             |             |             |
| 2                     | 3                     | Indiana Fever         | 2 | Chicago Sky      | 1                 |                   |                   |  |  |             |             |             |
| 2                     |                       |                       |   | Chicago Sky      | 1                 |                   |                   |  |  |             |             |             |
| 3                     | Indiana Fever         | 2                     |   |                  |                   |                   |                   |  |  |             |             |             |
| 3                     | Indiana Fever         | 2                     | 3 | Indiana Fever    | 2                 |                   |                   |  |  |             |             |             |
|                       |                       |                       |   | Indiana Fever    | 2                 |                   |                   |  |  |             |             |             |
|                       | 1                     | Minnesota Lynx        | 3 |                  |                   |                   |                   |  |  |             |             |             |
| 1                     | 1                     | Minnesota Lynx        | 3 | Minnesota Lynx   | 2                 |                   |                   |  |  |             |             |             |
| 1                     |                       |                       |   | Minnesota Lynx   | 2                 |                   |                   |  |  |             |             |             |
| 4                     | Los Angeles Sparks    | 1                     |   |                  |                   |                   |                   |  |  |             |             |             |
| 4                     | Los Angeles Sparks    | 1                     | 1 | Minnesota Lynx   | 2                 |                   |                   |  |  |             |             |             |
| Western Conference    |                       |                       | 1 | Minnesota Lynx   | 2                 |                   |                   |  |  |             |             |             |
|                       | 2                     | Phoenix Mercury       | 0 |                  |                   |                   |                   |  |  |             |             |             |
| 2                     | 2                     | Phoenix Mercury       | 0 | Phoenix Mercury  | 2                 |                   |                   |  |  |             |             |             |
| 2                     |                       |                       |   | Phoenix Mercury  | 2                 |                   |                   |  |  |             |             |             |
| 3                     | Tulsa Shock           | 0                     |   |                  |                   |                   |                   |  |  |             |             |             |

### Conference Semifinals

#### Eastern Conference

##### (1) New York Liberty – (4) Washington Mystics
| 18. September 2015 | Bericht | New York Liberty 83, Washington Mystics 86                               | New York Liberty 83, Washington Mystics 86 | New York Liberty 83, Washington Mystics 86                                    | Madison Square Garden, New York City Zuschauer: 10.120 Schiedsrichter: Michael Price, Tom Mauer, Cheryl Flores |
| 18. September 2015 | Bericht | Punkte pro Viertel: 21:14, 15:22, 20:19, 13:14. Overtime/s: 7:7, 7:10    |                                            |                                                                               | Madison Square Garden, New York City Zuschauer: 10.120 Schiedsrichter: Michael Price, Tom Mauer, Cheryl Flores |
| 18. September 2015 | Bericht | Punkte: Prince (26) Rebounds: Stokes, Swords (je 9) Assists: Charles (5) |                                            | Punkte: Latta (15) Rebounds: Meesseman (10) Assists: drei Spielerinnen (je 3) | Madison Square Garden, New York City Zuschauer: 10.120 Schiedsrichter: Michael Price, Tom Mauer, Cheryl Flores |
| 18. September 2015 | Bericht | 0:1                                                                      |                                            |                                                                               | Madison Square Garden, New York City Zuschauer: 10.120 Schiedsrichter: Michael Price, Tom Mauer, Cheryl Flores |

| 20. September 2015 | Bericht | Washington Mystics 68, New York Liberty 86                                     | Washington Mystics 68, New York Liberty 86 | Washington Mystics 68, New York Liberty 86                    | Verizon Center, Washington Zuschauer: 6.619 Schiedsrichter: Denise Brooks, Daryl Humphrey, Kurt Walker |
| 20. September 2015 | Bericht | Punkte pro Viertel: 15:23, 22:21, 15:26, 16:16                                 |                                            |                                                               | Verizon Center, Washington Zuschauer: 6.619 Schiedsrichter: Denise Brooks, Daryl Humphrey, Kurt Walker |
| 20. September 2015 | Bericht | Punkte: Hill (19) Rebounds: Dolson, Meesseman (je 5) Assists: Ruffin-Pratt (4) |                                            | Punkte: Charles (22) Rebounds: Stokes (7) Assists: Wright (6) | Verizon Center, Washington Zuschauer: 6.619 Schiedsrichter: Denise Brooks, Daryl Humphrey, Kurt Walker |
| 20. September 2015 | Bericht | 1:1                                                                            |                                            |                                                               | Verizon Center, Washington Zuschauer: 6.619 Schiedsrichter: Denise Brooks, Daryl Humphrey, Kurt Walker |

| 22. September 2015 | Bericht | New York Liberty 79, Washington Mystics 74                     | New York Liberty 79, Washington Mystics 74 | New York Liberty 79, Washington Mystics 74                 | Madison Square Garden, New York City Zuschauer: 9.255 Schiedsrichter: Roy Gulbeyan, Sue Blauch, Lamont Simpson |
| 22. September 2015 | Bericht | Punkte pro Viertel: 15:25, 30:12, 12:20, 22:17                 |                                            |                                                            | Madison Square Garden, New York City Zuschauer: 9.255 Schiedsrichter: Roy Gulbeyan, Sue Blauch, Lamont Simpson |
| 22. September 2015 | Bericht | Punkte: Charles (22) Rebounds: Stokes (13) Assists: Wright (5) |                                            | Punkte: Latta (18) Rebounds: Vaughn (9) Assists: Latta (7) | Madison Square Garden, New York City Zuschauer: 9.255 Schiedsrichter: Roy Gulbeyan, Sue Blauch, Lamont Simpson |
| 22. September 2015 | Bericht | 2:1                                                            |                                            |                                                            | Madison Square Garden, New York City Zuschauer: 9.255 Schiedsrichter: Roy Gulbeyan, Sue Blauch, Lamont Simpson |

##### (2) Chicago Sky – (3) Indiana Fever
| 17. September 2015 | Bericht | Chicago Sky 77, Indiana Fever 72                                                     | Chicago Sky 77, Indiana Fever 72 | Chicago Sky 77, Indiana Fever 72                                   | UIC Pavilion, Chicago Zuschauer: 4.098 Schiedsrichter: Eric Brewton, Maj Forsberg, Jeff Smith |
| 17. September 2015 | Bericht | Punkte pro Viertel: 24:15, 12:20, 18:16, 23:21                                       |                                  |                                                                    | UIC Pavilion, Chicago Zuschauer: 4.098 Schiedsrichter: Eric Brewton, Maj Forsberg, Jeff Smith |
| 17. September 2015 | Bericht | Punkte: Quigley (22) Rebounds: Delle Donne (11) Assists: Quigley, Vandersloot (je 5) |                                  | Punkte: Catchings (21) Rebounds: Larkins (10) Assists: January (7) | UIC Pavilion, Chicago Zuschauer: 4.098 Schiedsrichter: Eric Brewton, Maj Forsberg, Jeff Smith |
| 17. September 2015 | Bericht | 1:0                                                                                  |                                  |                                                                    | UIC Pavilion, Chicago Zuschauer: 4.098 Schiedsrichter: Eric Brewton, Maj Forsberg, Jeff Smith |

| 19. September 2015 | Bericht | Indiana Fever 89, Chicago Sky 82                                   | Indiana Fever 89, Chicago Sky 82 | Indiana Fever 89, Chicago Sky 82                                         | Bankers Life Fieldhouse, Indianapolis Zuschauer: 7.124 Schiedsrichter: Lamont Simpson, Roy Gulbeyan, Amy Bonner |
| 19. September 2015 | Bericht | Punkte pro Viertel: 20:20, 24:22, 25:23, 20:17                     |                                  |                                                                          | Bankers Life Fieldhouse, Indianapolis Zuschauer: 7.124 Schiedsrichter: Lamont Simpson, Roy Gulbeyan, Amy Bonner |
| 19. September 2015 | Bericht | Punkte: Catchings (22) Rebounds: Larkins (12) Assists: Zellous (8) |                                  | Punkte: Vandersloot (19) Rebounds: de Souza (8) Assists: Vandersloot (6) | Bankers Life Fieldhouse, Indianapolis Zuschauer: 7.124 Schiedsrichter: Lamont Simpson, Roy Gulbeyan, Amy Bonner |
| 19. September 2015 | Bericht | 1:1                                                                |                                  |                                                                          | Bankers Life Fieldhouse, Indianapolis Zuschauer: 7.124 Schiedsrichter: Lamont Simpson, Roy Gulbeyan, Amy Bonner |

| 21. September 2015 | Bericht | Chicago Sky 89, Indiana Fever 100                                        | Chicago Sky 89, Indiana Fever 100 | Chicago Sky 89, Indiana Fever 100                                   | Allstate Arena, Chicago Zuschauer: 2.882 Schiedsrichter: Denise Brooks, Byron Jarrett, Thomas Nunez |
| 21. September 2015 | Bericht | Punkte pro Viertel: 28:28, 19:24, 16:19, 26:29                           |                                   |                                                                     | Allstate Arena, Chicago Zuschauer: 2.882 Schiedsrichter: Denise Brooks, Byron Jarrett, Thomas Nunez |
| 21. September 2015 | Bericht | Punkte: Delle Donne (40) Rebounds: Breland (8) Assists: Vandersloot (14) |                                   | Punkte: Catchings (27) Rebounds: Catchings (9) Assists: January (8) | Allstate Arena, Chicago Zuschauer: 2.882 Schiedsrichter: Denise Brooks, Byron Jarrett, Thomas Nunez |
| 21. September 2015 | Bericht | 1:2                                                                      |                                   |                                                                     | Allstate Arena, Chicago Zuschauer: 2.882 Schiedsrichter: Denise Brooks, Byron Jarrett, Thomas Nunez |

#### Western Conference

##### (1) Minnesota Lynx – (4) Los Angeles Sparks
| 18. September 2015 | Bericht | Minnesota Lynx 67, Los Angeles Sparks 65                  | Minnesota Lynx 67, Los Angeles Sparks 65 | Minnesota Lynx 67, Los Angeles Sparks 65                     | Target Center, Minneapolis Zuschauer: 8.333 Schiedsrichter: Daryl Humphrey, Sue Blauch, Jeff Wooten |
| 18. September 2015 | Bericht | Punkte pro Viertel: 22:15, 11:21, 22:13, 12:16            |                                          |                                                              | Target Center, Minneapolis Zuschauer: 8.333 Schiedsrichter: Daryl Humphrey, Sue Blauch, Jeff Wooten |
| 18. September 2015 | Bericht | Punkte: Moore (33) Rebounds: Fowles (9) Assists: Cruz (5) |                                          | Punkte: Parker (16) Rebounds: Parker (9) Assists: Parker (4) | Target Center, Minneapolis Zuschauer: 8.333 Schiedsrichter: Daryl Humphrey, Sue Blauch, Jeff Wooten |
| 18. September 2015 | Bericht | 1:0                                                       |                                          |                                                              | Target Center, Minneapolis Zuschauer: 8.333 Schiedsrichter: Daryl Humphrey, Sue Blauch, Jeff Wooten |

| 20. September 2015 | Bericht | Los Angeles Sparks 81, Minnesota Lynx 71                       | Los Angeles Sparks 81, Minnesota Lynx 71 | Los Angeles Sparks 81, Minnesota Lynx 71                                  | Walter Pyramid, Long Beach Zuschauer: 3.112 Schiedsrichter: Michael Price, Maj Forsberg, Billy Smith |
| 20. September 2015 | Bericht | Punkte pro Viertel: 24:23, 29:12, 10:20, 18:16                 |                                          |                                                                           | Walter Pyramid, Long Beach Zuschauer: 3.112 Schiedsrichter: Michael Price, Maj Forsberg, Billy Smith |
| 20. September 2015 | Bericht | Punkte: Parker (25) Rebounds: Parker (10) Assists: Dabović (7) |                                          | Punkte: Moore (27) Rebounds: drei Spielerinnen (je 7) Assists: Whalen (5) | Walter Pyramid, Long Beach Zuschauer: 3.112 Schiedsrichter: Michael Price, Maj Forsberg, Billy Smith |
| 20. September 2015 | Bericht | 1:1                                                            |                                          |                                                                           | Walter Pyramid, Long Beach Zuschauer: 3.112 Schiedsrichter: Michael Price, Maj Forsberg, Billy Smith |

| 22. September 2015 | Bericht | Minnesota Lynx 91, Los Angeles Sparks 80                  | Minnesota Lynx 91, Los Angeles Sparks 80 | Minnesota Lynx 91, Los Angeles Sparks 80                                   | Target Center, Minneapolis Zuschauer: 9.014 Schiedsrichter: Eric Brewton, Amy Bonner, Tom Mauer |
| 22. September 2015 | Bericht | Punkte pro Viertel: 18:10, 25:20, 20:27, 28:23            |                                          |                                                                            | Target Center, Minneapolis Zuschauer: 9.014 Schiedsrichter: Eric Brewton, Amy Bonner, Tom Mauer |
| 22. September 2015 | Bericht | Punkte: Moore (33) Rebounds: Fowles (9) Assists: Cruz (5) |                                          | Punkte: Parker (28) Rebounds: Parker (13) Assists: Ogwumike, Parker (je 4) | Target Center, Minneapolis Zuschauer: 9.014 Schiedsrichter: Eric Brewton, Amy Bonner, Tom Mauer |
| 22. September 2015 | Bericht | 2:1                                                       |                                          |                                                                            | Target Center, Minneapolis Zuschauer: 9.014 Schiedsrichter: Eric Brewton, Amy Bonner, Tom Mauer |

##### (2) Phoenix Mercury – (3) Tulsa Shock
| 17. September 2015 | Bericht | Phoenix Mercury 88, Tulsa Shock 55                             | Phoenix Mercury 88, Tulsa Shock 55 | Phoenix Mercury 88, Tulsa Shock 55                               | US Airways Center, Phoenix Zuschauer: 8.509 Schiedsrichter: Thomas Nunez, Denise Brooks, Byron Jarrett |
| 17. September 2015 | Bericht | Punkte pro Viertel: 22:15, 30:7, 16:22, 20:11                  |                                    |                                                                  | US Airways Center, Phoenix Zuschauer: 8.509 Schiedsrichter: Thomas Nunez, Denise Brooks, Byron Jarrett |
| 17. September 2015 | Bericht | Punkte: Griner (18) Rebounds: Griner (8) Assists: Mitchell (6) |                                    | Punkte: Sims (18) Rebounds: Courtney Paris (7) Assists: Sims (3) | US Airways Center, Phoenix Zuschauer: 8.509 Schiedsrichter: Thomas Nunez, Denise Brooks, Byron Jarrett |
| 17. September 2015 | Bericht | 1:0                                                            |                                    |                                                                  | US Airways Center, Phoenix Zuschauer: 8.509 Schiedsrichter: Thomas Nunez, Denise Brooks, Byron Jarrett |

| 19. September 2015 | Bericht | Tulsa Shock 67, Phoenix Mercury 91                      | Tulsa Shock 67, Phoenix Mercury 91 | Tulsa Shock 67, Phoenix Mercury 91                                                    | BOK Center, Tulsa Zuschauer: 3.261 Schiedsrichter: Sue Blauch, Eric Brewton, Tony Dawkins |
| 19. September 2015 | Bericht | Punkte pro Viertel: 19:19, 12:22, 17:23, 19:27          |                                    |                                                                                       | BOK Center, Tulsa Zuschauer: 3.261 Schiedsrichter: Sue Blauch, Eric Brewton, Tony Dawkins |
| 19. September 2015 | Bericht | Punkte: Sims (22) Rebounds: Paris (8) Assists: Sims (7) |                                    | Punkte: Griner (23) Rebounds: Griner (12) Assists: Mitchell, Xargay Casademont (je 5) | BOK Center, Tulsa Zuschauer: 3.261 Schiedsrichter: Sue Blauch, Eric Brewton, Tony Dawkins |
| 19. September 2015 | Bericht | 0:2                                                     |                                    |                                                                                       | BOK Center, Tulsa Zuschauer: 3.261 Schiedsrichter: Sue Blauch, Eric Brewton, Tony Dawkins |

### Conference Finals

#### Eastern Conference
(1) New York Liberty – (3) Indiana Fever
| 23. September 2015 | Bericht | New York Liberty 84, Indiana Fever 67                          | New York Liberty 84, Indiana Fever 67 | New York Liberty 84, Indiana Fever 67                                        | Madison Square Garden, New York City Zuschauer: 7.229 Schiedsrichter: Denise Brooks, Byron Jarrett, Eric Brewton |
| 23. September 2015 | Bericht | Punkte pro Viertel: 26:18, 22:24, 16:7, 20:18                  |                                       |                                                                              | Madison Square Garden, New York City Zuschauer: 7.229 Schiedsrichter: Denise Brooks, Byron Jarrett, Eric Brewton |
| 23. September 2015 | Bericht | Punkte: Stokes (21) Rebounds: Charles (7) Assists: Charles (9) |                                       | Punkte: Johnson (12) Rebounds: Zellous (5) Assists: vier Spielerinnen (je 2) | Madison Square Garden, New York City Zuschauer: 7.229 Schiedsrichter: Denise Brooks, Byron Jarrett, Eric Brewton |
| 23. September 2015 | Bericht | 1:0                                                            |                                       |                                                                              | Madison Square Garden, New York City Zuschauer: 7.229 Schiedsrichter: Denise Brooks, Byron Jarrett, Eric Brewton |

| 27. September 2015 | Bericht | Indiana Fever 70, New York Liberty 64                               | Indiana Fever 70, New York Liberty 64 | Indiana Fever 70, New York Liberty 64                          | Bankers Life Fieldhouse, Indianapolis Zuschauer: 7.505 Schiedsrichter: Sue Blauch, Maj Forsberg, Tom Mauer |
| 27. September 2015 | Bericht | Punkte pro Viertel: 17:22, 12:22, 13:9, 28:11                       |                                       |                                                                | Bankers Life Fieldhouse, Indianapolis Zuschauer: 7.505 Schiedsrichter: Sue Blauch, Maj Forsberg, Tom Mauer |
| 27. September 2015 | Bericht | Punkte: Catchings (25) Rebounds: Catchings (7) Assists: January (7) |                                       | Punkte: Charles (25) Rebounds: Stokes (11) Assists: Wright (5) | Bankers Life Fieldhouse, Indianapolis Zuschauer: 7.505 Schiedsrichter: Sue Blauch, Maj Forsberg, Tom Mauer |
| 27. September 2015 | Bericht | 1:1                                                                 |                                       |                                                                | Bankers Life Fieldhouse, Indianapolis Zuschauer: 7.505 Schiedsrichter: Sue Blauch, Maj Forsberg, Tom Mauer |

| 29. September 2015 | Bericht | New York Liberty 51, Indiana Fever 66                           | New York Liberty 51, Indiana Fever 66 | New York Liberty 51, Indiana Fever 66                           | Madison Square Garden, New York City Zuschauer: 10.120 Schiedsrichter: Roy Gulbeyan, Lamont Simpson, Michael Price |
| 29. September 2015 | Bericht | Punkte pro Viertel: 13:15, 9:18, 18:16, 11:17                   |                                       |                                                                 | Madison Square Garden, New York City Zuschauer: 10.120 Schiedsrichter: Roy Gulbeyan, Lamont Simpson, Michael Price |
| 29. September 2015 | Bericht | Punkte: Wiggins (15) Rebounds: Charles (10) Assists: Prince (4) |                                       | Punkte: Coleman (15) Rebounds: Larkins (8) Assists: January (8) | Madison Square Garden, New York City Zuschauer: 10.120 Schiedsrichter: Roy Gulbeyan, Lamont Simpson, Michael Price |
| 29. September 2015 | Bericht | 1:2                                                             |                                       |                                                                 | Madison Square Garden, New York City Zuschauer: 10.120 Schiedsrichter: Roy Gulbeyan, Lamont Simpson, Michael Price |

#### Western Conference
(1) Minnesota Lynx – (2) Phoenix Mercury
| 24. September 2015 | Bericht | Minnesota Lynx 67, Phoenix Mercury 60                         | Minnesota Lynx 67, Phoenix Mercury 60 | Minnesota Lynx 67, Phoenix Mercury 60                         | Target Center, Minneapolis Zuschauer: 8.732 Schiedsrichter: Michael Price, Roy Gulbeyan, Maj Forsberg |
| 24. September 2015 | Bericht | Punkte pro Viertel: 14:21, 21:11, 14:14, 18:14                |                                       |                                                               | Target Center, Minneapolis Zuschauer: 8.732 Schiedsrichter: Michael Price, Roy Gulbeyan, Maj Forsberg |
| 24. September 2015 | Bericht | Punkte: Moore (19) Rebounds: Brunson (19) Assists: Whalen (5) |                                       | Punkte: Bonner (21) Rebounds: Dupree (12) Assists: Bonner (5) | Target Center, Minneapolis Zuschauer: 8.732 Schiedsrichter: Michael Price, Roy Gulbeyan, Maj Forsberg |
| 24. September 2015 | Bericht | 1:0                                                           |                                       |                                                               | Target Center, Minneapolis Zuschauer: 8.732 Schiedsrichter: Michael Price, Roy Gulbeyan, Maj Forsberg |

| 27. September 2015 | Bericht | Phoenix Mercury 71, Minnesota Lynx 72                        | Phoenix Mercury 71, Minnesota Lynx 72 | Phoenix Mercury 71, Minnesota Lynx 72                                  | US Airways Center, Phoenix Zuschauer: 9.871 Schiedsrichter: Kurt Walker, Amy Bonner, Eric Brewton |
| 27. September 2015 | Bericht | Punkte pro Viertel: 15:25, 26:16, 18:17, 12:14               |                                       |                                                                        | US Airways Center, Phoenix Zuschauer: 9.871 Schiedsrichter: Kurt Walker, Amy Bonner, Eric Brewton |
| 27. September 2015 | Bericht | Punkte: Dupree (16) Rebounds: Currie (7) Assists: Currie (6) |                                       | Punkte: Moore (40) Rebounds: Fowles (14) Assists: Moore, Whalen (je 4) | US Airways Center, Phoenix Zuschauer: 9.871 Schiedsrichter: Kurt Walker, Amy Bonner, Eric Brewton |
| 27. September 2015 | Bericht | 0:2                                                          |                                       |                                                                        | US Airways Center, Phoenix Zuschauer: 9.871 Schiedsrichter: Kurt Walker, Amy Bonner, Eric Brewton |

### WNBA Finals
(W1) Minnesota Lynx – (E3) Indiana Fever
| 4. Oktober 2015 | Bericht | Minnesota Lynx 69, Indiana Fever 75                                      | Minnesota Lynx 69, Indiana Fever 75 | Minnesota Lynx 69, Indiana Fever 75                             | Target Center, Minneapolis Zuschauer: 11.023 Schiedsrichter: Sue Blauch, Eric Brewton, Kurt Walker |
| 4. Oktober 2015 | Bericht | Punkte pro Viertel: 10:10, 19:25, 18:19, 22:21                           |                                     |                                                                 | Target Center, Minneapolis Zuschauer: 11.023 Schiedsrichter: Sue Blauch, Eric Brewton, Kurt Walker |
| 4. Oktober 2015 | Bericht | Punkte: Moore (27) Rebounds: Moore (12) Assists: Augustus, Whalen (je 4) |                                     | Punkte: January (19) Rebounds: Larkins (8) Assists: January (6) | Target Center, Minneapolis Zuschauer: 11.023 Schiedsrichter: Sue Blauch, Eric Brewton, Kurt Walker |
| 4. Oktober 2015 | Bericht | 0:1                                                                      |                                     |                                                                 | Target Center, Minneapolis Zuschauer: 11.023 Schiedsrichter: Sue Blauch, Eric Brewton, Kurt Walker |

| 6. Oktober 2015 | Bericht | Minnesota Lynx 77, Indiana Fever 71                                  | Minnesota Lynx 77, Indiana Fever 71 | Minnesota Lynx 77, Indiana Fever 71                                                         | Target Center, Minneapolis Zuschauer: 12.134 Schiedsrichter: Michael Price, Maj Forsberg, Lamont Simpson |
| 6. Oktober 2015 | Bericht | Punkte pro Viertel: 20:24, 19:17, 24:18, 14:12                       |                                     |                                                                                             | Target Center, Minneapolis Zuschauer: 12.134 Schiedsrichter: Michael Price, Maj Forsberg, Lamont Simpson |
| 6. Oktober 2015 | Bericht | Punkte: Fowles (21) Rebounds: Fowles (9) Assists: Cruz, Moore (je 5) |                                     | Punkte: January (17) Rebounds: Catchings, Larkins (je 9) Assists: Catchings, January (je 5) | Target Center, Minneapolis Zuschauer: 12.134 Schiedsrichter: Michael Price, Maj Forsberg, Lamont Simpson |
| 6. Oktober 2015 | Bericht | 1:1                                                                  |                                     |                                                                                             | Target Center, Minneapolis Zuschauer: 12.134 Schiedsrichter: Michael Price, Maj Forsberg, Lamont Simpson |

| 9. Oktober 2015 | Bericht | Indiana Fever 77, Minnesota Lynx 80                                | Indiana Fever 77, Minnesota Lynx 80 | Indiana Fever 77, Minnesota Lynx 80                        | Bankers Life Fieldhouse, Indianapolis Zuschauer: 16.332 Schiedsrichter: Denise Brooks, Roy Gulbeyan, Tom Mauer |
| 9. Oktober 2015 | Bericht | Punkte pro Viertel: 19:20, 23:18, 15:21, 20:21                     |                                     |                                                            | Bankers Life Fieldhouse, Indianapolis Zuschauer: 16.332 Schiedsrichter: Denise Brooks, Roy Gulbeyan, Tom Mauer |
| 9. Oktober 2015 | Bericht | Punkte: Johnson (17) Rebounds: Catchings (10) Assists: January (8) |                                     | Punkte: Moore (24) Rebounds: Fowles (11) Assists: Cruz (5) | Bankers Life Fieldhouse, Indianapolis Zuschauer: 16.332 Schiedsrichter: Denise Brooks, Roy Gulbeyan, Tom Mauer |
| 9. Oktober 2015 | Bericht | 1:2                                                                |                                     |                                                            | Bankers Life Fieldhouse, Indianapolis Zuschauer: 16.332 Schiedsrichter: Denise Brooks, Roy Gulbeyan, Tom Mauer |

| 11. Oktober 2015 | Bericht | Indiana Fever 75, Minnesota Lynx 69                             | Indiana Fever 75, Minnesota Lynx 69 | Indiana Fever 75, Minnesota Lynx 69                                       | Bankers Life Fieldhouse, Indianapolis Zuschauer: 10.582 Schiedsrichter: Sue Blauch, Eric Brewton, Maj Forsberg |
| 11. Oktober 2015 | Bericht | Punkte pro Viertel: 15:20, 21:12, 22:14, 17:23                  |                                     |                                                                           | Bankers Life Fieldhouse, Indianapolis Zuschauer: 10.582 Schiedsrichter: Sue Blauch, Eric Brewton, Maj Forsberg |
| 11. Oktober 2015 | Bericht | Punkte: Johnson (15) Rebounds: Larkins (6) Assists: January (5) |                                     | Punkte: Moore (20) Rebounds: Moore (8) Assists: sechs Spielerinnen (je 2) | Bankers Life Fieldhouse, Indianapolis Zuschauer: 10.582 Schiedsrichter: Sue Blauch, Eric Brewton, Maj Forsberg |
| 11. Oktober 2015 | Bericht | 2:2                                                             |                                     |                                                                           | Bankers Life Fieldhouse, Indianapolis Zuschauer: 10.582 Schiedsrichter: Sue Blauch, Eric Brewton, Maj Forsberg |

| 14. Oktober 2015 | Bericht | Minnesota Lynx 69, Indiana Fever 52                           | Minnesota Lynx 69, Indiana Fever 52 | Minnesota Lynx 69, Indiana Fever 52                                              | Target Center, Minneapolis Zuschauer: 18.933 Schiedsrichter: Michael Price, Denise Brooks, Roy Gulbeyan |
| 14. Oktober 2015 | Bericht | Punkte pro Viertel: 15:17, 12:4, 21:8, 21:23                  |                                     |                                                                                  | Target Center, Minneapolis Zuschauer: 18.933 Schiedsrichter: Michael Price, Denise Brooks, Roy Gulbeyan |
| 14. Oktober 2015 | Bericht | Punkte: Fowles (20) Rebounds: Brunson (14) Assists: Moore (5) |                                     | Punkte: Catchings (18) Rebounds: Catchings (11) Assists: January, Zellous (je 3) | Target Center, Minneapolis Zuschauer: 18.933 Schiedsrichter: Michael Price, Denise Brooks, Roy Gulbeyan |
| 14. Oktober 2015 | Bericht | 3:2                                                           |                                     |                                                                                  | Target Center, Minneapolis Zuschauer: 18.933 Schiedsrichter: Michael Price, Denise Brooks, Roy Gulbeyan |

#### WNBA Meistermannschaft
| WNBA-Meister Minnesota Lynx | Guards: Anna Cruz, Kalana Greene, Tricia Liston, Renee Montgomery, Lindsay Whalen Guard-Forwards: Seimone Augustus Forwards: Rebekkah Brunson, Asjha Jones, Shae Kelley, Maya Moore, Devereaux Peters Center: Sylvia Fowles Cheftrainer: Cheryl Reeve General Manager: Roger Griffith |

## Auszeichnungen
| Auszeichnung                            | Spielerin            | Mannschaft       | Bemerkung              |
| --------------------------------------- | -------------------- | ---------------- | ---------------------- |
| WNBA Finals MVP Award                   | Sylvia Fowles        | Minnesota Lynx   | –                      |
| WNBA Most Valuable Player Award         | Elena Delle Donne    | Chicago Sky      | 38 von 39 Stimmen      |
| WNBA Defensive Player of the Year Award | Brittney Griner      | Phoenix Mercury  | 33 von 39 Stimmen      |
| WNBA Most Improved Player Award         | Kelsey Bone          | Connecticut Sun  | 14 von 39 Stimmen      |
| WNBA Peak Performer (Punkte)            | Elena Delle Donne    | Chicago Sky      | 23,4 Punkte pro Spiel  |
| WNBA Peak Performer (Rebounds)          | Courtney Paris       | Tulsa Shock      | 9,3 Rebounds pro Spiel |
| WNBA Peak Performer (Assists)           | Courtney Vandersloot | Chicago Sky      | 5,8 Assists pro Spiel  |
| WNBA Rookie of the Year Award           | Jewell Loyd          | Seattle Storm    | 21 von 39 Stimmen      |
| WNBA Sixth Woman of the Year Award      | Allie Quigley        | Chicago Sky      | 24 von 39 Stimmen      |
| Kim Perrot Sportsmanship Award          | DeLisha Milton-Jones | Atlanta Dream    | 11 von 39 Stimmen      |
| WNBA Coach of the Year Award            | Bill Laimbeer        | New York Liberty | 23 von 39 Stimmen      |

### All-WNBA Teams
| All-WNBA First Team |                                   |
| Guards:             | DeWanna Bonner – Angel McCoughtry |
| Forwards:           | Maya Moore – Elena Delle Donne    |
| Center:             | Tina Charles                      |

| All-WNBA Second Team |                                         |
| Guards:              | Epiphanny Prince – Courtney Vandersloot |
| Forwards:            | Candace Parker – Tamika Catchings       |
| Center:              | Brittney Griner                         |

### All-Rookie Team
| All-Rookie Team |                                           |
| Guards:         | Jewell Loyd – Brittany Boyd – Ana Dabović |
| Forwards:       | Ramu Tokashiki – Natalie Achonwa          |
| Center:         | Kiah Stokes                               |

### All-Defensive Team
| All-Defensive First Team |                                   |
| Guards:                  | Briann January – Angel McCoughtry |
| Forwards:                | Nneka Ogwumike – Tamika Catchings |
| Center:                  | Brittney Griner                   |

| All-Defensive Second Team |                                 |
| Guards:                   | Tanisha Wright – DeWanna Bonner |
| Forwards:                 | Sancho Lyttle – Tina Charles    |
| Center:                   | Kiah Stokes                     |

## Saisonnotizen
- Tulsa Shock spielte ihre letzte Saison vor ihrem angekündigten Umzug nach Dallas/Fort Worth und erreichte dabei erstmals die Playoffs.